# 世界旅游城市联合会
世界旅游城市联合会（英語：World Tourism Cities Federation，WTCF）是由北京倡导发起的、世界上首个以城市为主体的国际旅游组织。
截至2019年，联合会成员城市已由最初的58个增加到218个，覆盖世界五大洲73个国家和地区。

## 历史
世界旅游城市联合会的筹备工作于2011年3月启动。2012年3月得到国务院正式批准，4月12日获得民政部颁发的社团法人登记证书。2012年9月15日，世界旅游城市联合会成立大会在北京召开。
首批申请加入联合会的有国外20个城市、国内17个城市和10个旅游机构。

## 组织结构
联合会的会员分为城市会员和机构会员。主要机构包括会员大会、理事会、秘书处。联合会每五年进行一次换届选举。
分支机构
- 世界旅游城市联合会专家委员会
- 世界旅游城市联合会旅游及相关企业分会
- 世界旅游城市联合会民航分会
- 世界旅游城市联合会媒体分会
- 世界旅游城市联合会邮轮分会
- 世界旅游城市联合会投资分会

## 香山旅游峰会
世界旅游城市联合会香山旅游峰会是联合会的重要年度活动，包括主题论坛、交易洽谈、投资洽谈、旅游推介、旅游展览等内容。峰会举办地的确定是由会员城市市长或授权代表正式致函提出承办申请，并在理事会上进行陈述和推广，由理事会成员以不记名方式进行投票而选出。
| 届次 | 时间               | 地点                | 主题与成果                       | 参考  |
| ---- | ------------------ | ------------------- | -------------------------------- | ----- |
| 1    | 2012年9月14日-16日 | 中国 北京           | 旅游让城市生活更美好             |       |
| 2    | 2013年9月11日-14日 | 中国 北京           | 旅游让城市生活更美好             |       |
| 3    | 2014年9月4日-5日   | 中国 北京           | 世界旅游城市：市场与合作         | [ 4 ] |
| 4    | 2015年9月20日-22日 | 摩洛哥 拉巴特和非斯 | 世界旅游城市：多元化与可持续发展 | [ 5 ] |
| 5    | 2016年9月19日-20日 | 中国 重庆           | 共享经济与旅游城市发展           | [ 6 ] |
| 6    | 2017年9月19日-20日 | 美国 洛杉矶         | 全球化与世界旅游城市发展         | [ 7 ] |
| 7    | 2018年9月7日-9日   | 中国 青岛           | 把握发展趋势 提升城市品牌        | [ 8 ] |
| 8    | 2019年9月3日       | 芬兰 赫尔辛基       | 智慧旅游：城市创新与发展之路     | [ 9 ] |
| 9    | 2020年             | 中国 北京           |                                  |       |

## 世界旅游城市发展报告
《世界旅游城市发展报告》是联合会出版的一项关于世界旅游城市发展状况的年度研究报告。报告开展世界旅游城市发展评价研究，发布世界旅游城市排行榜。